# TIDAL
TIDAL（タイダル）は、サブスクリプションベースの音楽、ポッドキャスト、ビデオストリーミングサービス。2014年にノルウェーの企業Aspiroによって立ち上げられ、2015年3月にProject Panther Bidcoによって買収された。2017年1月23日には、スプリント・コーポレーションが株式の33パーセントを2億ドルで買収した。
TIDALは、3大レコードレーベルと多くの独立系レーベルとの配信契約により、7000万曲以上の楽曲と25万本以上のミュージックビデオを提供していると主張している。また、音楽ストリーミング市場の中でアーティストやソングライターに支払うロイヤリティの割合が最も高いとも主張している。
TIDALは300万人以上のサブスクライバーを抱えていると主張しているが、その主張の信憑性や報告されたストリーミング回数は疑問視されている。TIDALは2020年10月時点で55か国で運営されている。